# بطولة اتحاد غرب آسيا تحت 16 سنة 2013
بطولة اتحاد غرب آسيا لكرة القدم تحت 16 سنة 2013 هي النسخة الرابعة من بطولة اتحاد غرب آسيا لكرة القدم تحت 16 سنة. وكانت النسخة السابقة التي أقيمت في الأردن عام 2009 بطولة للفئات العمرية تحت 15 عامًا.
استضاف ملعب فيصل الحسيني الدولي جميع المباريات. في البداية، منعت السلطات الإسرائيلية اللاعبين والموظفين من دخول الضفة الغربية. ولكن بعد تدخل من الأمير الأردني ونائب رئيس الفيفا الأمير علي بن الحسين أصدرت إسرائيل تأشيرات الدخول. تأجّلت البطولة مؤقتًا بسبب هذه المشكلة.

## المنتخبات المشاركة
| المنتخب                  | المشاركة | آخر مشاركة | أفضل مشاركة سابقة            |
| ------------------------ | -------- | ---------- | ---------------------------- |
| العراق                   | الرابعة  | 2009       | المركز الثالث (2005، 2009)   |
| الأردن                   | الرابعة  | 2009       | المركز الثالث (2007)         |
| فلسطين                   | الثالثة  | 2009       | مرحلة المجموعات (2005، 2009) |
| الإمارات العربية المتحدة | الثانية  | 2009       | مرحلة المجموعات (2009)       |

## النتائج
| الفريق                   | لعب | ف | ت | خ | أ.له | أ.ع | أ.ف | نقاط |
| ------------------------ | --- | - | - | - | ---- | --- | --- | ---- |
| العراق                   | 3   | 2 | 1 | 0 | 10   | 2   | +8  | 7    |
| الإمارات العربية المتحدة | 3   | 2 | 1 | 0 | 8    | 3   | +5  | 7    |
| الأردن                   | 3   | 0 | 1 | 2 | 3    | 8   | −5  | 1    |
| فلسطين                   | 3   | 0 | 1 | 2 | 2    | 10  | −8  | 1    |

| فلسطين           | 2–2   | الأردن                           |
| ---------------- | ----- | -------------------------------- |
| - Dahla 42'، 61' | تقرير | - Alzu'bi 45+1' - Alja'afreh 82' |

| الإمارات العربية المتحدة      | 2–2   | العراق                   |
| ----------------------------- | ----- | ------------------------ |
| - Lafi 16' - Al-Matroushi 80' | تقرير | - Sabah 26' - Jassim 63' |

| الأردن        | 1–2   | الإمارات العربية المتحدة |
| ------------- | ----- | ------------------------ |
| - Tannous 10' | تقرير | - Al Otaiba 7'، 72'      |

| العراق                                                        | 4–0   | فلسطين |
| ------------------------------------------------------------- | ----- | ------ |
| - Jassim 21' - Kadhim 59' - Sabah 88' - Mahmood 90+2' (ركلة.) | تقرير |        |

| فلسطين | 0–4   | الإمارات العربية المتحدة                                        |
| ------ | ----- | --------------------------------------------------------------- |
|        | تقرير | - Al-Matroushi 45+1' - Malalla 48' - Al Hammadi 53' - Saleh 62' |

| الأردن | 0–4   | العراق                                             |
| ------ | ----- | -------------------------------------------------- |
|        | تقرير | - Sabah 18' - Hadi 43' - Mahmood 57' - Tuaimah 62' |